# Robert Weber (astronome)
Pour les articles ayant des titres homophones, voir Robert Weber et Weber.
Robert Weber, né le 9 décembre 1926 dans le New Jersey et mort à Worcester dans le Massachusetts le 2 janvier 2008,, est un astronome américain.

## Biographie
Diplômé en physique en 1959 du MIT de Boston, il travailla de 1962 à 1996 au laboratoire Lincoln de cet Institut.
Il a collaboré à la création des fusées-sondes et aux programmes d'exploration Helios, Voyager et Explorer.
Il a accompagné le projet de prototype d'observatoires GEODSS et est devenu responsable du projet LINEAR pour sa première année.
Le Centre des planètes mineures le crédite de la découverte de sept astéroïdes, effectuée entre 1995 et 1996.
L'astéroïde (6181) Bobweber lui est dédié.
| (8409) Valentaugustus | 28 novembre 1995  |
| (11602) Miryang       | 28 septembre 1995 |
| (12005) Delgiudice    | 19 mai 1996       |
| (23612) Ramzel        | 22 janvier 1996   |
| (26906) Rubidia       | 22 janvier 1996   |
| (37687) Chunghikoh    | 30 août 1995      |
| (39645) Davelharris   | 31 août 1995      |